# Panier de levage
Un panier de levage est un appareil de manutention principalement conçu pour le déplacement de charges. Ils sont généralement fabriqués en acier ou en inox. Les paniers ou cages de levage peuvent être conçus sur mesure ou en versions standard.
Ces paniers sont largement utilisés dans divers secteurs d'activité tels que la production, la logistique, le transport, l'alimentaire, le BTP, la construction, l'entretien, l'inspection et la réparation d'infrastructures.
Ce type de produit peut être muni de différentes options tells que des roulettes fixes ou pivotantes avec frein (pour un déplacement facile), des fourreaux (pour un déplacement aux fourches, au chariot élévateur, au transpalette), des portes (pour un accès facile), des pieds (pour un déplacement au transpalette), des habillages en grillage (pour un déplacement sécurisé et éviter les chutes de charges), des seuils relevables(pour un chargement par chariot à roulettes), seuils fixes(pour un chargement par chariot à roulettes), des rampes(pour un chargement par transpalette), des points d'arrimage(pour sécuriser la charge et l'arrimer), des plinthes en périphérie(pour limiter les chutes des petites pièces), etc.
De plus, il est possible de rajouter des accessoires tels que des élingues, des manilles, des crochets, des maillons de jonction, etc.
Tout appareil de levage à charge suspendue doit être soumis à la législation NF EN 13155. De la même manière, il doit être conformé aux normes européennes "CE"